# 1 500 mètres féminin aux championnats du monde d'athlétisme 1987
Navigation
Helsinki 1983 Tokyo 1991
L'épreuve du 1 500 mètres féminin des championnats du monde d'athlétisme 1987 s'est déroulée les 3 et 5 septembre 1987 dans le Stade olympique de Rome, en Italie. Elle est remportée par la Soviétique Tatyana Samolenko.

## Résultats

### Finale
| Rang               | Athlète                          | Nationalité        | Temps         |
| ------------------ | -------------------------------- | ------------------ | ------------- |
| Médaille d'or      | Tatyana Samolenko                | Union soviétique   | 3 min 58 s 56 |
| Médaille d'argent  | Hildegard Ullrich-Körner         | Allemagne de l'Est | 3 min 58 s 67 |
| Médaille de bronze | Doina Melinte                    | Roumanie           | 3 min 59 s 27 |
| 4                  | Cornelia Bürki                   | Suisse             | 3 min 59 s 90 |
| 5                  | Andrea Hahmann                   | Allemagne de l'Est | 4 min 00 s 63 |
| 6                  | Kirsty Wade                      | Royaume-Uni        | 4 min 01 s 41 |
| 7                  | Diana Richburg (en)              | États-Unis         | 4 min 01 s 79 |
| 8                  | Elly Van Hulst                   | Pays-Bas           | 4 min 03 s 63 |
| 9                  | Svetlana Kitova                  | Union soviétique   | 4 min 04 s 66 |
| 10                 | Linda Sheskey (en)               | États-Unis         | 4 min 08 s 33 |
| 11                 | Debbie Scott                     | Canada             | 4 min 08 s 38 |
| 12                 | Mitica Junghiatu-Constantin (en) | Roumanie           | 4 min 10 s 35 |
| 13                 | Marina Yachmenyova (ru)          | Union soviétique   | 4 min 10 s 51 |
|                    | Sandra Gasser                    | Suisse             | DQ            |
|                    | Ulrike Bruns                     | Allemagne de l'Est | DNF           |

### Séries
| Rang | Athlète                      | Nationalité          | Temps           |
| ---- | ---------------------------- | -------------------- | --------------- |
| 1    | Doina Melinte                | Roumanie             | 4 min 05 s 41 Q |
| 2    | Hildegard Ullrich-Körner     | Allemagne de l'Est   | 4 min 05 s 42 Q |
| 3    | Tatyana Samolenko            | Union soviétique     | 4 min 05 s 48 Q |
| 4    | Elly Van Hulst               | Pays-Bas             | 4 min 05 s 57 Q |
| 5    | Linda Sheskey (en)           | États-Unis           | 4 min 06 s 03 Q |
| 6    | Fatima Aouam                 | Maroc                | 4 min 07 s 38   |
| 7    | Yvonne Murray                | Royaume-Uni          | 4 min 07 s 83   |
| 8    | Brit Lind-Petersen-McRoberts | Canada               | 4 min 08 s 37   |
| 9    | Annika Ericson (sv)          | Suède                | 4 min 11 s 59   |
| 10   | Maria Lomba                  | Sao Tomé-et-Principe | 5 min 01 s 43   |
|      | Selina Chirchir              | Kenya                | DNS             |

| Rang | Athlète                          | Nationalité        | Temps           |
| ---- | -------------------------------- | ------------------ | --------------- |
| 1    | Andrea Hahmann                   | Allemagne de l'Est | 4 min 05 s 18 Q |
| 2    | Sandra Gasser                    | Suisse             | 4 min 05 s 48 Q |
| 3    | Marina Yachmenyova (ru)          | Union soviétique   | 4 min 05 s 51 Q |
| 4    | Mitica Junghiatu-Constantin (en) | Roumanie           | 4 min 05 s 60 Q |
| 5    | Debbie Scott-Bowker              | Canada             | 4 min 05 s 90 Q |
| 6    | Diana Richburg (en)              | États-Unis         | 4 min 07 s 10 Q |
| 7    | Brigitte Kraus                   | Allemagne          | 4 min 07 s 40   |
| 8    | Agnese Possamai                  | Italie             | 4 min 08 s 84   |
| 9    | Florence Giolitti                | France             | 4 min 09 s 08   |
| 10   | Alphocinah Simelane              | Swaziland          | 4 min 35 s 64   |
| 11   | Georgine Tomisato                | Samoa américaines  | 5 min 49 s 52   |

| Rang | Athlète                   | Nationalité        | Temps           |
| ---- | ------------------------- | ------------------ | --------------- |
| 1    | Ulrike Bruns              | Allemagne de l'Est | 4 min 08 s 36 Q |
| 2    | Cornelia Bürki            | Suisse             | 4 min 08 s 39 Q |
| 3    | Svetlana Kitova           | Union soviétique   | 4 min 08 s 64 Q |
| 4    | Kirsty Wade               | Royaume-Uni        | 4 min 09 s 06 Q |
| 5    | Paula Ivan                | Roumanie           | 4 min 09 s 28   |
| 6    | Vera Michallek (en)       | Allemagne          | 4 min 09 s 89   |
| 7    | Regina Jacobs             | États-Unis         | 4 min 12 s 52   |
| 8    | Christine Pfitzinger (en) | Nouvelle-Zélande   | 4 min 13 s 59   |
| 9    | Maite Zúñiga              | Espagne            | 4 min 16 s 21   |
| 10   | Evelyn Adiru              | Ouganda            | 4 min 17 s 72   |
| 11   | Kriscia García (en)       | Salvador           | 4 min 34 s 76   |

## Légende
Records et Performances
- AR : Record continental (area record)
- CR : Record des championnats (championship record)
- MR : Record du meeting (meet record)
- NR : Record national (national record)
- OR : Record olympique (olympic record)
- PR : Record paralympique (paralympic record)
- PB : Record personnel (personal best)
- SB : Meilleure performance personnelle de la saison (season's best)
- WL : Meilleure performance mondiale de l'année (world leader)
- WJR : Record du monde junior (world junior record)
- WR : Record du monde (world record)

Circonstances et Conditions
- DNF : N'a pas terminé (did not finish)
- DNS : N'a pas pris le départ (did not start)
- DQ : Disqualification (disqualification)
- NM : Aucun essai valable enregistré (No Mark)
- Q : Qualifié « directement » au prochain tour (ou à la prochaine compétition), lors d'une compétition majeure, grâce au classement ou à la réalisation des minima (automatic qualifier)
- q : Qualifié au prochain tour (ou à la prochaine compétition), lors d'une compétition majeure, grâce au repêchage ou à la réalisation de l'une des meilleures performances parmi celles des « non qualifiés directement » (grâce au meilleur temps ou à la meilleure distance par exemple) (secondary qualifier)